# 陳殿桂
陳殿桂（1615年3月19日—1666年4月25日），原名之殿，字長生，號岱清，浙江海寧縣人，清朝政治人物。

## 生平
崇禎十五年（1642年）壬午科浙江鄉試第五十名舉人，會試第327名，殿試二甲第十四名。

## 家族
曾祖陳中漸、祖陳與伯、父陳祖訓（萬曆甲午舉人），母江氏。子陳奕禧。